# 대구공항 이전계획
대구공항 통합이전계획은 대구국제공항과 K-2 군공항을 함께 이전하는 사업이다.

## 역사
2018년 신공항 부지가 확정되고 그 이후 사업자가 결정된다. 2020년 신공항이 착공되면, 2023년 대구공항과 K-2가 함께 이전될 계획이다. 1958년에 공군기지가 창설된 K-2는 50여년만에, 일제강점기 때 동촌비행장이 들어선지 80년만에 둥지를 옮기게 된다.
사업기간은 2014~2028년으로 규모는 15.3Km²로 현 규모대비 2.3배 확장된다. K-2 이전 사업비로 7조 2천465억 원이고, 대구공항 이전에 관한 사업비 및 규모는 국토부가 검토 중이다.
2028년에 신공항으로 이전이 완료되고, 2028년부터 4년간은 종전 부지를 개발할 것이다.

## 필요성
도심 팽창에 따라 도시 중심에 자리하고 있는 군용항공기지의 소음과 고도제한으로 인하여 주민의 생활권이 침해되고 있고, 기하급수적으로 증가하고 있는 소음피해배상액으로 인한 국가재정부담이 가중되고 있어 이러한 문제를 해소하기 위하여
지난 2013년 4월,「군 공항의 이전 및 지원에 관한 특별법」이 제정되었다.
군 공항 이전사업은 종전부지를 활용한 기부 대 양여 방식으로 추진하며 이전사업비 규모는 군공항 이전건의서상 7조 2,465억원이 소요 되는 것으로 되어 있다. 민간공항 건설은 현 대구공항 매각대금 등을 활용할 계획으로 사업비 및 사업규모는 미정이며 현재 국토부가 검토중이다.

## 안개 문제

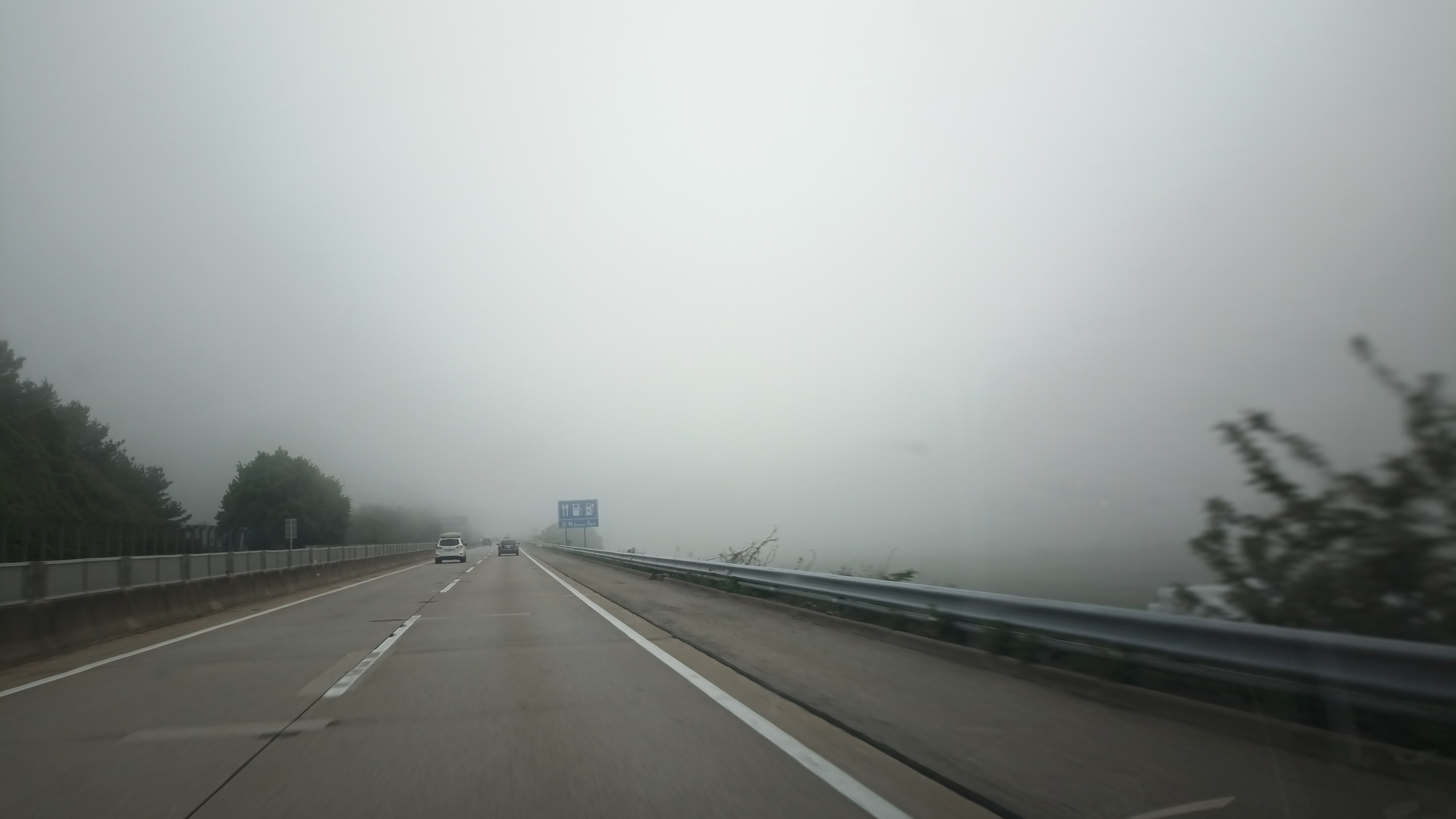
중앙고속도로의 안개, 군위군 군위읍

군위군~의성군 지역은 분지 지역으로 안개가 자주 발생한다. 대구공항 이전계획과 관련하여 홍준표 대구시장은 군위·의성 공동 후보지(의성군 비안면-군위군 소보면 일대)의 연간 안개 일수는 56.8일인데 반해 단독 후보지인 군위군 우보면은 단 5일에 불과하다며 항공시설의 최적지는 군위 우보라고 언급했다.

## 연표
1936년, 일제강점기 때 일본군이 군사용으로 사용하기 위해 K-2를 건설했다. 경상북도 달성군 동촌면에 위치했다고 해서, 동촌비행장이라고 불렀다. 2016년 기준으로는 동촌면이 통합, 승격되어 대구광역시 동구가 되었다.
1950년 7월 2일, 장성환 공군 중령 등 10명의 조종사가 일본 이다츠케 공군기지에서 미국 공군 F-51 무스탕 전투기 10대를 지원받아 K-2에 착륙했다. 대한민국 공군 최초의 전투기이다. 대한민국 최초 운용 전투기(F-51D 무스탕) 참조.
1950년, 미국 공군이 K-2를 사용했다.
1958년, 한국 공군 11전투비행단(11전비)이 주둔했다.
- 2013년 4월,「군 공항 이전 및 지원에 관한 특별법」이 제정되었다.
- 2014년 5월, 대구광역시는 국방부에 대구 군공항 이전(민간공항은 영남권신공항과 통합·운영을 전제로 폐쇄)을 건의했다.
- 2014년 8월, 국방부는 대구광역시가 제출한 대구 군공항 이전건의서 검토·보완을 위해 국방부-공군-대구시와 협의체를 구성·운영하였다.
- 2016년 6월 21일, 영남권 신공항 용역 결과, 밀양도 가덕도도 아닌 제3안(김해공항 확장)이 채택되었다.
- 2016년 7월 11일, 박근혜 대통령은 K-2군공항·대구국제공항 통합이전을 발표했다.
- 2016년 7월 13일, 대구광역시는 K-2(대구 공군기지)와 대구국제공항의 통합 이전이 추진됨에 따라 '(가칭)통합 대구공항 이전 추진단'을 발족할 것이라고 발표했다.
- 2016년 7월 25일, 대구시가 대구공항·K-2 통합이전을 전담할 "공항추진단"을 신설했다. 공항추진단 내에는 공항정책과, 군공항이전과 등 2개 과에 직원 28명이 배치됐다.[5]
- 2016년 8월, 국방부는 포스코엔지니어링 컨소시엄에 대구·경북 시·군을 상대로 군사작전 및 공항입지 적합성 등 예비이전후보지 선정 용역을 맡겼다
- 2016년 12월 20일, 국방부의 통합 대구공항 예비 이전 후보지 조사연구용역에서 대구 달성군, 경북 의성군, 군위군, 고령군, 성주군이 적합하다고 평가되었다.
- 2017년 2월 16일, 국방부는 대구 군공항 예비이전후보지로 경북 군위군 우보면 일대와 경북 의성군 비안면-군위군 소보면 일대 2곳을 선정·발표하였다.
- 2018년 3월 14일, 국방부는 대구 군공항 이전후보지로 경북 군위군 우보면 일대와 경북 의성군 비안면-군위군 소보면 일대 2곳을 선정·발표하였다.
- 2020년 1월 21일, 주민투표로 실시하였다.
- 2020년 1월 22일, 군위군은 단독후보지(우보면 일대)를 유치신청하였고, 의성군은 공동후보지(비안면 일대)를 유치 신청하였다.

※ 단독후보지(우보면 일대)는 군위군의 유치 신청만으로 선정이 가능하고, 공동후보지(의성군 비안면 - 군위군 소보면 일대)는 군위군, 의성군 모두 신청하여야 이전부지로 선정이 가능하다.
- 2022년 7월

- 2022년 7월 15일 대구시는 통합신공항 내 미군시설 이전을 위해 주한미군사령부가 미 국무부에 신청한 협상권한위임 절차가 완료됐음을 통보받았다.[7]
- 국내업체와 해외(미국)업체가 공동 또는 분담해 '대구 군 공항 내 미군시설 이전 용역'에 착수하여 현재 K2 군공항이 TK신공항으로 이전함에 따라 미군 시설을 어떻게 옮길 것인가에 있다. '한·미 공동작전기지(COB)'로 이용되는 기지 특성으로 주한미군 측이 요구하는 미군 시설 이전 기본계획을 수립하며 미 국방성과 미 공군, 주한미군, 미 7공군 등이 요구하는 사항에 대한 확인 및 검토는 물론, COB 관련 기지 및 지역 개발계획 수립을 통한 미군시설 규모와 구체적인 배치 방안 등이 용역에서 다뤄진다.[8]
- 국무회의에서 ‘대구경북통합신공항 건설을 위한 특별법’ 시행령 제정안을 의결하여 대통령 재가를 거쳐 법률 및 시행규칙과 함께 오는 8월 26일부터 시행된다.[9]

- 2022년 12월에 대구시는 주한미군사령관과 주한미국대사에게 '대구시의 미군부대 이전 의사'를 전달했으며 2023년 4월에는 시의 공식적인 '이전협의 제안'이 소파(SOFA) 절차에 따라 국방부 및 외교부 검토를 거쳐 주한미군사령부(USFK)에 전달되어

현재 주한미군사령부(USFK)가 미 국무부에게서 협상권한을 위임받는 절차(C-175)가 진행 중이다.

## 투표 결과
군위군
- 단독후보지 우보면 일대 : 찬성률 76.27%, 반대율 23.73%
- 공동후보지 소보면 일대 : 찬성률 25.79%  반대율 74.21%

의성군
- 공동후보지 비안면 일대 : 찬성률 90.36%  반대율 9.64%